# Svarta sjö, Halland
Svarta sjö är en sjö i Laholms kommun i Halland och ingår i Lagans huvudavrinningsområde.